# Монтгомери, Бернард Лоу
Бе́рнард Ло́у Монтго́мери, 1-й виконт Монтго́мери Аламе́йнский (англ. Bernard Law Montgomery, 1st Viscount Montgomery of Alamein; 17 ноября 1887, Лондон, Великобритания — 24 марта 1976,  Олтон, Ист-Гэмпшир, Гэмпшир, Великобритания) — британский фельдмаршал (1944), крупный военачальник Второй мировой войны. Кавалер советского ордена «Победа».

## Детство
Родился в Лондоне в семье священника валлийского происхождения. В 1889 году его отец был назначен епископом острова Тасмания, и семья переехала туда. С 1902 года учился в Англии в школе Святого Павла. В 1907 году поступил в Королевское военное училище в Сандхерсте. По собственным воспоминаниям, отличаясь задиристым характером, часто участвовал в драках курсантов и жестоких шутках над ними. За это был из младших капралов разжалован в рядовые курсанты, а затем едва не был изгнан из училища. После этого всерьёз принялся за учёбу.

## Начало военной службы
В 1908 году окончил академию и был произведён в младшие лейтенанты. По собственному желанию был направлен в Королевский Уорикширский полк, а в полку добился направления в части, которые находились в Британской Индии (основным мотивом его выбора было высокое жалование офицеров в колониальных войсках). Служил в Пешаваре, с 1910 года — в Бомбее, командовал взводом. В 1914 году был переведён в войска в метрополии.

## Первая мировая война
Вступил в войну в чине лейтенанта и в той же должности командира взвода. С 26 августа 1914 года принимал участие в неудачных боях у Монса, затем в операциях «Бега к морю». В боях у Ипра в октябре 1914 года был тяжело ранен в грудь. При перевязке офицера солдат-санитар был убит немецким снайпером, а сам Монтгомери ещё раз был тяжело ранен и пролежал под огнём до наступления темноты, а в госпитале ему несколько часов не оказывали помощь, так как считали безнадёжным. Лечился более года, был награждён орденом.
Вернулся на фронт только в начале 1916 года в должности начальника оперативно-разведывательного отделения штаба пехотной бригады, участвовал в битве на Сомме. С 1917 года — начальник штаба 47-й Лондонской пехотной дивизии.

## Межвоенное время
С 1919 года командовал батальоном в британских оккупационных войсках в Германии. В декабре 1920 года окончил штабной колледж в Кэмберли. После его окончания назначен на должность начальника оперативно-разведывательного отдела 17-й пехотной бригады в графстве Корк на юге Ирландии, участвовал в боевых действиях в период войны за независимость Ирландии. С 1922 года служил на штабных должностях в Англии.
С 1926 года — инструктор в штабном колледже, затем в штабе 9-й пехотной бригады в Англии. В 1930 году издал учебник по тактике. В 1937 году назначен командиром 3-й пехотной бригады в Портсмуте. В октябре 1938 года назначен командиром 8-й пехотной дивизии в Палестине, во главе которой участвовал в подавлении Арабского восстания 1936—1939 годов. Тогда же произведён в генерал-майоры. В конце августа 1939 года отозван в Англию и за пять дней до вступления страны во Вторую мировую войну назначен командиром 3-й пехотной дивизии.

## Вторая мировая война

### Странная войнаиДюнкерк
Сразу после начала Второй мировой войны в сентябре 1939 года дивизия Монтгомери в составе Британских экспедиционных сил была переброшена во Францию, где находилась весь период «Странной войны» без соприкосновения с противником. Когда во время Французской кампании союзные армии потерпели катастрофическое поражение, 3-я пехотная дивизия была выделена для прикрытия эвакуации англо-французских войск из Дюнкерка, а сам он был назначен исполняющим обязанности командира II корпуса, действовавшего в арьергарде.
После завершения эвакуации в июне 1940 года был назначен командиром V-го армейского корпуса, в апреле 1941 года — командиром XII-го армейского корпуса, в декабре 1941 года — начальником Юго-Восточного командования на территории метрополии.

### Северная Африка

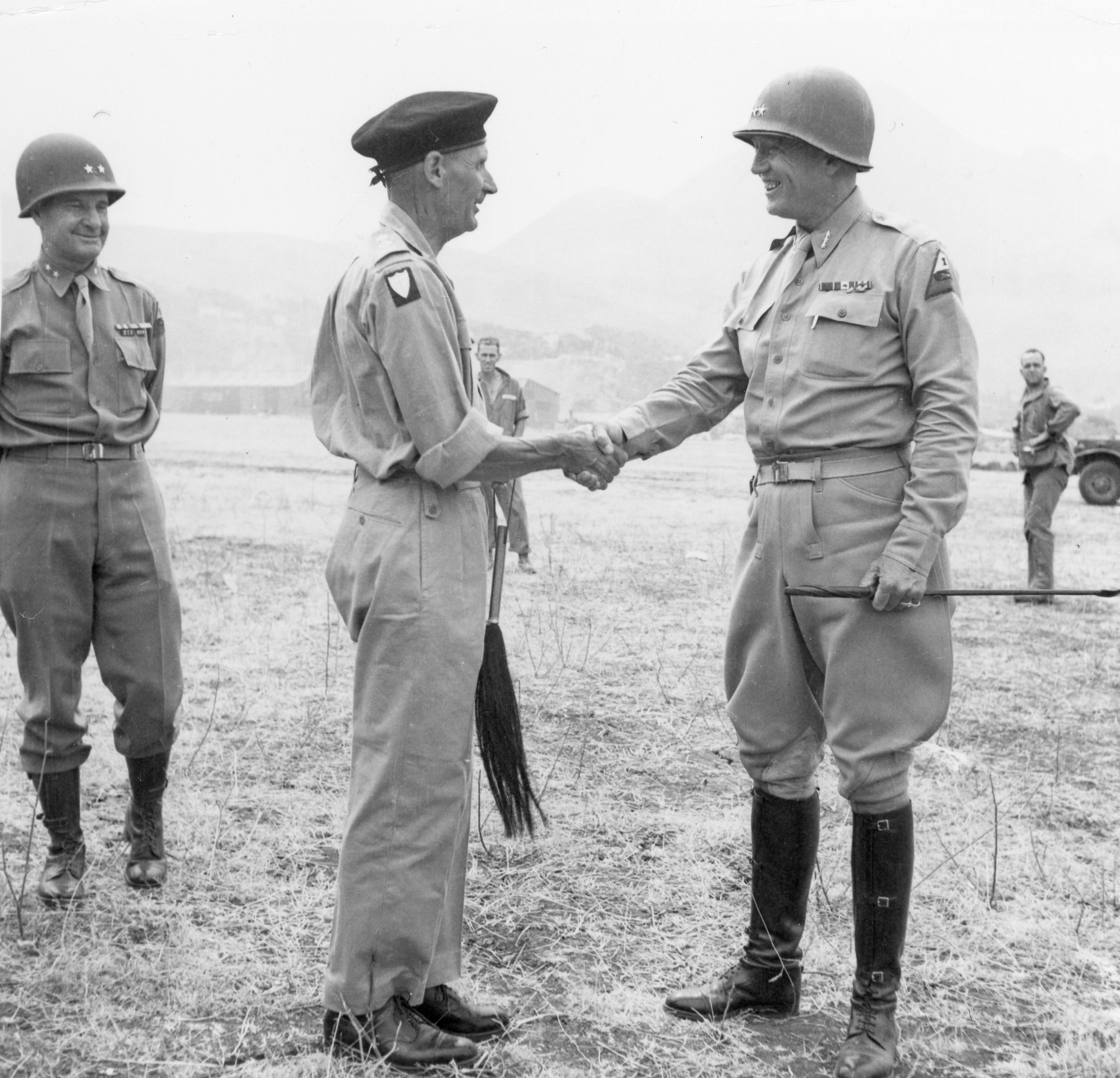
Монтгомери и генерал Паттон (справа) на Сицилии, 1943 год.

В августе 1942 года Монтгомери был назначен командующим 8-й британской армией в Северной Африке. Вскоре после этого назначения, 30 августа 1942 года, части генерал-фельдмаршала Эрвина Роммеля предприняли наступление на Алам-эль-Хальфу, но Монтгомери удалось отбить атаку и после незначительного отхода отбросить противника на исходные позиции. После этого он приступил к подготовке решительного наступления на немецко-итальянские войска. В его распоряжение были переданы крупные силы, численность армии возросла до 195 000 человек при 1351 танке и 1900 орудиях.
В октябре — ноябре 1942 года в сражении у Эль-Аламейна армия Монтгомери нанесла поражение уступающим ей по численности германо-итальянским войскам, окончательно переломив ход боевых действий в Северной Африке в пользу союзников. Монтгомери был возведён в рыцарское достоинство, ему было присвоено звание полного генерала.
За последующие месяцы от противника были очищены Египет и Ливия, 23 января 1943 года был взят Триполи. В мае 1943 года совместно с наступавшими с запада американскими войсками британцы вынудили капитулировать в Тунисской кампании всю германо-итальянскую группу армий «Африка» (в плен попало 230 тысяч человек). Победа союзных войск в Северной Африке принесла Монтгомери славу национального героя Великобритании.

### Сицилия и Италия
10 июля 1943 года союзные армии начали Сицилийскую операцию, в которой 8-я армия действовала в составе 15-й группы армий генерала Гарольда Александера. К концу августа остров был очищен от противника, а 3 сентября 8-я армия высадилась на юге Италии. Также Монтгомери участвовал в боевых действиях в районе Салерно.

### Западная Европа

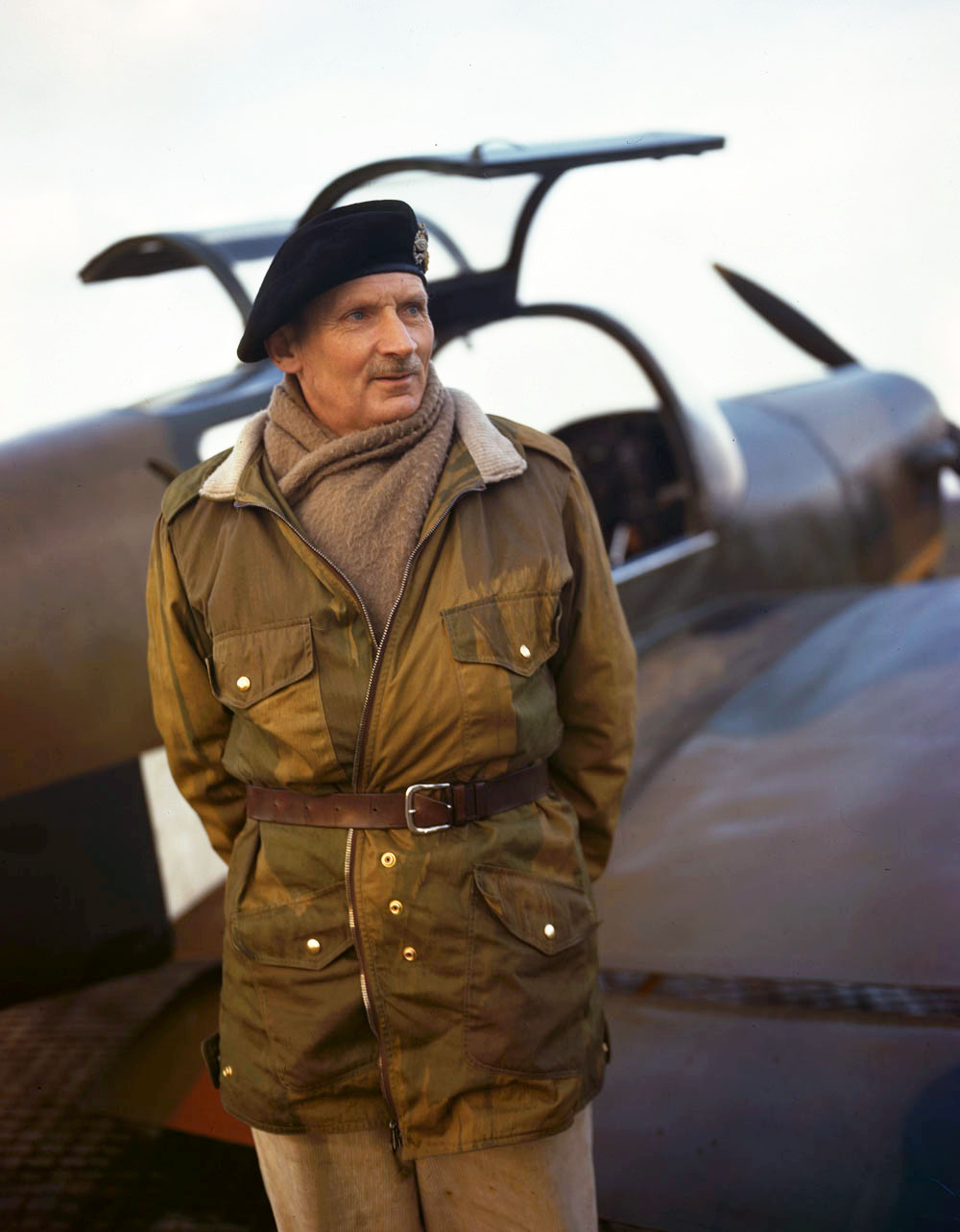

В декабре 1943 года Монтгомери был назначен командующим 21-й группой армий союзников (в её состав входили 1-я американская, 2-я британская и 1-я канадская армии) и главнокомандующим сухопутными войсками союзников в Европе. Участвовал в планировании высадки союзных войск во Франции. В ходе Нормандской операции его войска взяли Кан. В августе его войска действовали в Фалезской операции, а с 30 августа наступали против войск германской группы армий «B» в устье Шельды, 3 сентября освободили Брюссель, 4 сентября — Антверпен. В декабре 1944 года участвовал в отражении германского наступления в Арденнах. В 1945 году также провёл ряд операций на Рейне, затем до конца войны вёл местные бои с германской группировкой на севере Нидерландов. 4 мая 1945 года принял капитуляцию германских войск на северо-западе Германии, в Дании и Нидерландах.
За участие на фронтах войны в сентябре 1944 года был произведён в фельдмаршалы, в январе 1946 года получил титул виконта Монтгомери Аламейнского (Viscount Montgomery of Alamein).

## Послевоенное время

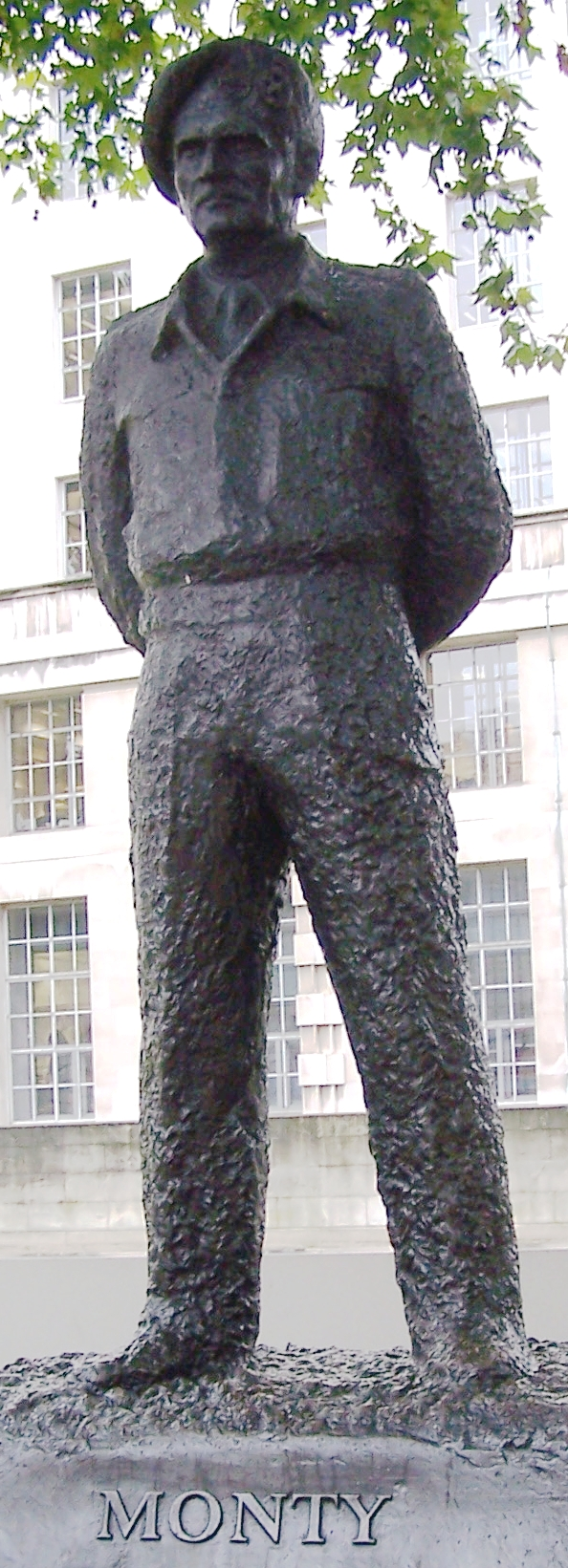
Памятник Монтгомери, установленный в 1980 году перед зданием военного министерства. Уайтхолл, Лондон.

С мая 1945 года — главнокомандующий британскими оккупационными войсками в Германии. С 26 июня 1946 года по 1 ноября 1948 года — начальник Имперского Генерального штаба. С 1948 года — председатель Комитета главнокомандующих Постоянного совета обороны Западного союза. С 1951 года — первый заместитель Верховного главнокомандующего Объединёнными силами НАТО в Европе. Осенью 1958 года вышел в отставку. В 1976 году, в возрасте 88 лет скончался в Гэмпшире.
Автор «Мемуаров» (1958), «От Эль-Аламейна до реки Сангро» (1948), «От Сангро до Карильяно» (1946), «От Нормандии до Балтики» (1968).

## Награды
Великобритания:
- Рыцарь ордена Подвязки (KG, 3 декабря 1946)
- Рыцарь Большого креста ордена Бани (GCB, 14 июня 1945)
- Рыцарь-командор ордена Бани (KCB, 11 ноября 1942)
- Компаньон ордена Бани (CB, 11 июля 1940)
- Компаньон ордена «За выдающиеся заслуги» (DSO, 1 декабря 1914)

СССР:
- Кавалер ордена «Победа» (№ 14 — 5 июня 1945)
- Кавалер ордена Суворова 1-й степени (1944)

Иностранные:
- Кавалер Большого креста ордена Почётного легиона (Франция, май 1945)
- Военная медаль (Франция, 1958)
- Военный крест с пальмовой ветвью (Франция, 1919)
- Кавалер ордена «Легион почёта» степени Командующего (США, 6 августа 1943)
- Медаль «За выдающиеся заслуги» (США, 1947)
- Великий офицер ордена Леопольда II с пальмовой ветвью (Бельгия, 1947)
- Военный крест с пальмовой ветвью (Бельгия, 1947)
- Кавалер Большого креста ордена Нидерландского льва (Нидерланды, 16 января 1947)
- Великий командор ордена Георга I (Греция, 20 июня 1944)
- Кавалер Большого креста ордена Белого льва (Чехословакия, 1947)
- Военный крест (Чехословакия, 1947)
- Кавалер ордена «Virtuti Militari» 5-го класса (Польша, 31 октября 1944)
- Кавалер ордена «Virtuti Militari» 1-го класса (Польша, 1945)
- Кавалер Большого креста ордена Святого Олафа (Норвегия, 1951)
- Кавалер Большой ленты ордена Печати царя Соломона (Эфиопия, 1949)
- Кавалер Ордена Слона (Дания, 2 августа 1945)
- Военная медаль[англ.] (Люксембург, 17 ноября 1948)[3]

## Воинские звания
- 1908 — второй лейтенант
- 1910 — лейтенант
- 1915 — майор (временное звание)
- 1917 — лейтенант-полковник (временное звание)
- 1919 — капитан
- 1925 — майор (постоянное звание)
- 1929 — лейтенант-полковник (постоянное звание)
- 1934 — полковник
- 1937 — бригадир
- 1938 — генерал-майор
- 1940 — генерал-лейтенант
- 1942 — генерал
- 1944 — фельдмаршал

## Галерея
|  |  |  |  |